# Nuglerus scalaris
Nuglerus scalaris is een insect uit de familie van de mierenleeuwen (Myrmeleontidae), die tot de orde netvleugeligen (Neuroptera) behoort. 
Nuglerus scalaris is voor het eerst wetenschappelijk beschreven door Navás in 1912.